# Soncivka
Soncivka (in ucraino Сонцівка?, in russo Сонцовка?, Soncovka), fino al 2016 Krasne (Кра́сне, in russo Кра́сное?, Krasnoe) è un comune ucraino.